# Веніямин Печерський
Веніямин Печерський (XIII століття — XIV століття, Київ) — православний святий, чернець Печерського монастиря. Преподобний. Пам'ять 10 вересня і 26 жовтня. 

## Життєпис
Про життя прп. Веніямина відомо з епітафії на аркосольній іконі. Вона повідомляє, що до постригу преподобний був багатим купцем, але, почувши слова Євангелія про те, що важко багатому ввійти в Царство Небесне, роздав усе майно нужденним і прийняв постриг у Печерському монастирі.
У так званому пізньому українському хронографі, створеному в другій пол. 20-х рр. XVII століття знаходиться цікава вказівка на те, що опис взяття Лаври Батиєм 1240 р. був записаний якимось Ваніямином «кройникарем». Цю особу пов'язують з прп. Веніяміном Печерським, проте це доволі спірне питання.

В акафісті всім Печерським преподобним про нього сказано: 
|  | «Радуйся, Веніаміне, бо, роздавши майно своє, ти на лоні Авраамовому спочив» |

.

## Іконографія
На зображеннях Собору Києво-Печерських святих святий представлений, як правило, в правій групі, 7-му ряді 2-м зліва, в чернечому вбранні з куколем на голові, справа від Руфа Затвірника, в ряду іноків, які спочивають у Дальніх печерах.

## Мощі
Його мощі спочивають у Дальніх печерах, поряд з мощами преподобного Євфимія Печерського.
Дані антропологічних досліджень вказують, що преподобний Веніамин помер у дорослому віці. Ріст святого становив близько 166 см.

## Пам'ять
Пам’ять преподобного Веніямина вшановується 10 вересня і 26 жовтня.